# Dunterton
Dunterton – wieś i civil parish w Anglii, w Devon, w dystrykcie West Devon. W 2001 civil parish liczyła 51 mieszkańców. Dunterton jest wspomniana w Domesday Book (1086) jako Dondritone/Dondritona.